# Cámara de comercio
Una cámara de comercio es una organización formada por empresarios, dueños de pequeños, medianos o grandes comercios con el fin de elevar la productividad. 
Una cámara de comercio no es un organismo o institución gubernamental, y no posee un rol directo en la escritura y aprobación de leyes o regulaciones que afecten a los negocios privados.

## Origen
La evidencia histórica sustenta que en la antigüedad existieron formas primitivas de organización comercial, especialmente en el Medio Oriente.
La primera asociación formal de comerciantes en la Edad Media fue la Universidad de Mercaderes fundada en 1443 en Burgos (España).
La primera cámara de comercio de la Edad Moderna fue el Consulado de Cargadores a Indias fundado en 1543 en Sevilla (España).
La primera cámara de comercio se fundó en 1599 en Marsella, Francia, como "La Cámara de comercio".
Luego, en el último tercio del siglo XVI (no se sabe la fecha exacta) surgió en Mérida, Yucatán la primera de América denominada Diputación de Comercio de Yucatán. Esta tuvo el objeto de organizar a los comerciantes de la península para negociar desde el puerto de Sisal (Yucatán) con la Casa de la Contratación de Indias en el Viejo Continente y con otras regiones del Nuevo Mundo, ya que este puerto era franco o libre de tributo para el comercio por Cédula Real. Posteriormente se organizaron los comerciantes de Filipinas, Perú y de otros lugares para separarse del gremio sevillano.
Siguieron la de Marsella en 1599, Ciudad de México en 1615, Brujas (Bélgica) en 1665, Glasgow en 1783, Santander en 1786, Guatemala y Caracas en 1793, La Habana y Buenos Aires en 1794, Guadalajara, y Veracruz (México) y Cartagena de Indias, las tres establecidas en 1795.

## Tipos de cámaras de comercio
Existen diferentes tipos de cámaras de comercio, pero en general se pueden identificar como cámaras de comercio interior y exterior.
Las cámaras de Comercio Interior tienen como objetivo fomentar la competencia y mejorar la productividad en un determinado sector, dentro del territorio nacional. Estas agrupaciones brindan apoyo a través de ayudas financieras, investigaciones, información del sector y estadísticas de consumo. Al mismo tiempo que intentan establecer normas de calidad y estándares de trabajo.
Las cámaras de Comercio Exterior en cambio tienen como objetivo implementar las políticas comerciales de cada estado, a través de la integración con los organismos internacionales de comercio, cumpliendo con los controles de calidad y asistiendo técnicamente a los exportadores. Además brindan información sobre los diferentes mercados, y proporciona respaldo legal y administrativo a los empresarios que ingresan en mercados externos.

## Cámaras de comercio en Argentina
En Argentina existen numerosas cámaras de comercio con una extensa tradición, también se las conoce como organización patronal, y datan de principios del siglo XIX.
- Cámara Argentina de Comercio CAC
- Confederación Argentina de la Mediana Empresa CAME
- Sociedad Rural Argentina
- Cámara Argentina de Comercio Electrónico CACE
- Cámara Española de Comercio de la República Argentina

La Cámara de Comercio Italiana fue fundada el 1º de diciembre de 1884 en la ciudad de Buenos Aires, siendo la Cámara binacional más antigua de la Argentina, y una de las instituciones de comercio más antiguas de este país.

## Cámaras de comercio en Colombia
La cámara de comercio en Colombia es una entidad privada del gremio de comerciantes que ejercen una acción pública en el registro mercantil. Adicionalmente las cámaras de comercio están facultadas a prestar a las organizaciones otros servicios, como centros de arbitramento y conciliación, resolución de conflictos, capacitación, apoyo y fortalecimiento empresarial, etc. Su junta directiva debe estar constituida por representantes del sector privado y delegados del Gobierno. La mayoría de las cámaras de comercio en Colombia están circunscritas a una jurisdicción geográfica (ciudad o departamento), aunque también existen cámaras de comercio exterior y de sectores gremiales. Entre las cámaras de comercio más importantes en Colombia encontramos las siguientes:
A nivel local y tienen funciones delegadas por el Estado colombiano:
Véase: Anexo:Cámaras de comercio en Colombia

## Cámaras de comercio en Perú
La Cámara de Comercio en el Perú es una entidad privada sin fines de lucro que agrupa a empresarios, industriales y comerciantes con el propósito de representar, promover y defender los intereses del sector empresarial. Aunque, a diferencia de Colombia, no administra directamente el registro mercantil (función que en Perú corresponde a la Superintendencia Nacional de los Registros Públicos – SUNARP), sí cumple un rol crucial como ente articulador entre el Estado y la actividad económica formal.
Las funciones de las cámaras peruanas abarcan el asesoramiento empresarial, la emisión de certificados de origen, el impulso al comercio exterior, el arbitraje y conciliación, la capacitación ejecutiva, la realización de ferias y ruedas de negocios, así como la generación de información económica útil para el sector privado.
La más representativa del país es la Cámara de Comercio de Lima (CCL), institución fundada en 1888, que actúa como centro de servicios empresariales y como voz del empresariado ante los poderes del Estado. En 2021, esta cámara obtuvo el premio internacional “Campeones digitales para pequeñas empresas”, organizado por la Cámara de Comercio Internacional (ICC) en Dubái, gracias a su proyecto “Cámaras Digitales: la nueva normalidad”, el cual fue seleccionado entre 78 proyectos de 33 países.
En el ámbito de los reconocimientos empresariales, varias cámaras otorgan premios anuales a empresas y empresarios destacados. Por ejemplo, la Cámara Nacional de Comercio del Perú entrega el galardón “Empresa del Bicentenario”, que distingue a organizaciones que demuestran liderazgo, crecimiento sostenible y responsabilidad social en su gestión.
Asimismo, el Premio Empresa Peruana del Año (EPA) es una iniciativa privada muy reconocida en el país, que celebra anualmente a empresas de diversos sectores económicos, incluyendo comercio, industria, salud, educación y tecnología. Este premio no está directamente ligado a una cámara de comercio, pero representa uno de los reconocimientos más esperados por el empresariado formal.

## Cámaras de comercio en Ecuador
Aunque el país andino es conocido en la actualidad por ser un país petrolero, tiene una larga tradición comercial y naviera asentada principalmente en el puerto de Guayaquil.
- Cámara de Comercio de Guayaquil

La Cámara de Comercio de Guayaquil fue fundada, el 5 de junio de 1889, mediante decreto ejecutivo firmado por el presidente Antonio Flores Jijón. Es una de las Cámara de Comercio más antiguas de la región, y en sus 125 años ha logrado agrupar al gremio de comerciantes más numeroso del país, promoviendo el desarrollo de la actividad y velando constantemente por los intereses de sus socios y la sociedad ecuatoriana. 
- Cámara de Comercio de Santo Domingo de los Tsáchilas.

El 21 de mayo de 1965, nace la asociación de comerciantes de Santo Domingo de los Colorados. 
Con la llegada de la cantonización, la Asociación evolucionó y se convirtió en Cámara de Comercio. Precisó formar varias comisiones que realicen los estatutos jurídicos y las gestiones para procurar la legalización de esta institución. Es así que el 7 de septiembre de 1967 se concretó la aprobación legal.

## Cámaras de comercio en España

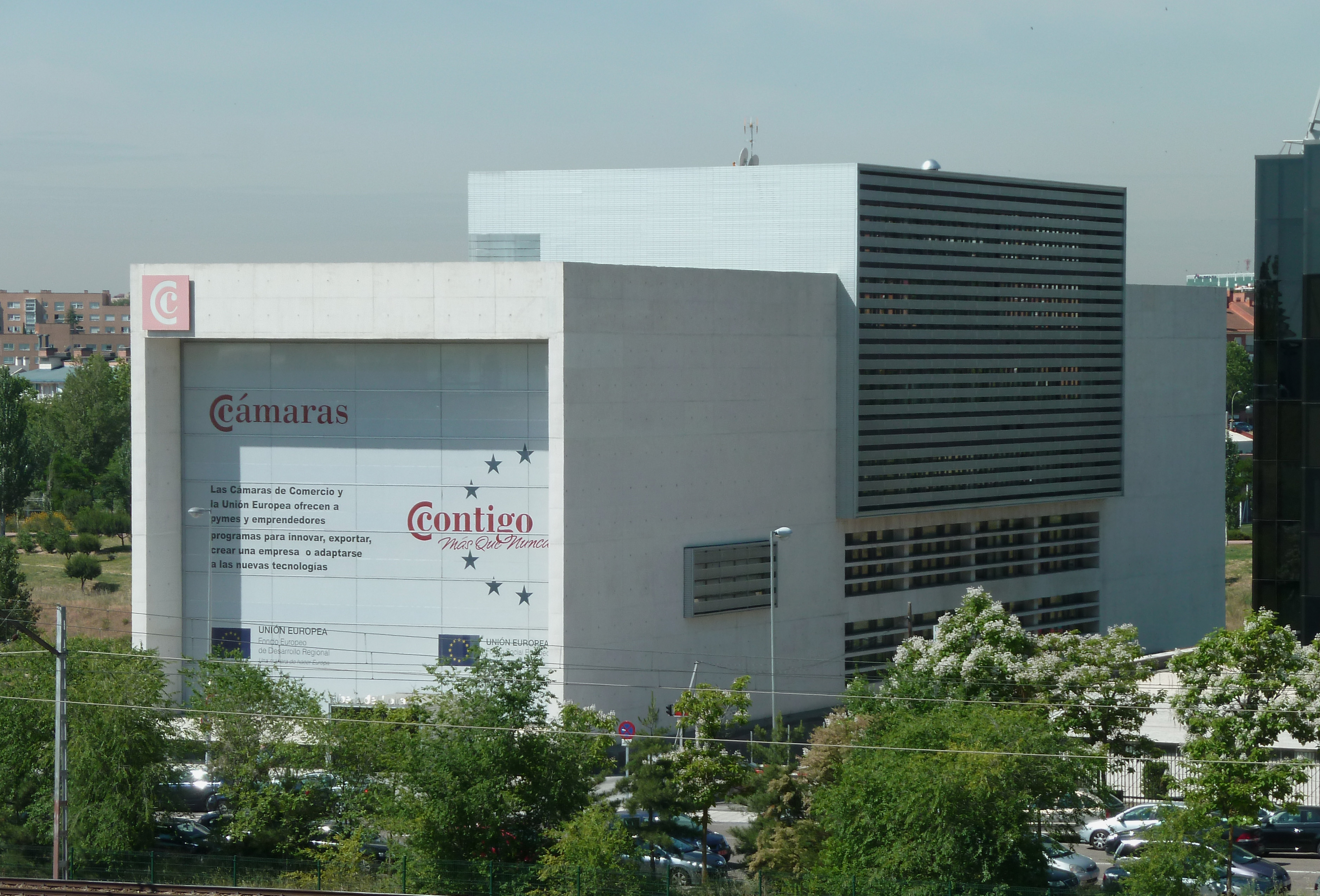
Sede del Consejo Superior de Cámaras de Comercio de España, en Madrid

En España, a finales del siglo XIX, las Cámaras de Comercio, Industria y Navegación vinieron a sustituir a las disueltas organizaciones gremiales como forma de representar no tanto los intereses patronales, sino los generales de las empresas, pues los gobiernos buscaban organizaciones más o menos técnicas y profesionales que colaboraran en el fomento de la riqueza, del comercio y de la industria en este caso. Tienen una implantación local o provincial y actualmente se encuentran reguladas por la ley de 22 de marzo de 1993 que las configura como órganos consultivos y de colaboración con las Administraciones Públicas en todo aquello que tenga relación con la representación, promoción y defensa de los intereses generales del comercio, la industria y la navegación.
Desde el mes de enero de 2011, y a raíz de la entrada en vigor del Real Decreto 13/2010, la pertenencia a las Cámaras de comercio ha dejado de ser obligatoria para todas aquellas personas naturales o jurídicas que llevan a cabo una determinada actividad comercial en el ámbito nacional. Por ello, el discutido pago del Recurso Cameral Permanente ha dejado de existir.
A partir del mes de agosto de 2018, con la entrada en vigencia del Real Decreto 998/2018, la Secretaría de Estado de Comercio del Ministerio de Industria, Comercio y Turismo, tiene bajo su espectro una serie de cámaras de comercio alrededor del mundo, que lleva el nombre de CAMACOES: Cámaras Oficiales de Comercio de España en el Extranjero.

## Organismos Internacionales de Comercio
La Organización Mundial del Comercio (OMC) es el organismo de comercio internacional que constituye la base del sistema multilateral de comercio. Es la plataforma más importante para el desarrollo de las relaciones comerciales, y fomenta intercambios, negociaciones y debates. Esta institución tiene el objetivo de garantizar un marco regulatorio estable para la actividad comercial a nivel internacional.
Ver También General Agreement on Tariffs and Trade GATT, la Ronda de Hong Kong y el World Trade Center.